# Bochotnica
Bochotnica este un sat în sud-estul Poloniei, situat între localitățile Puławy și Lublin, lângă Kazimierz Dolny, pe malurile râului Bystra. Este în județul (Powiat) Puławy din Voievodatul Lublin.